# Slaget ved Akroinon
Slaget ved Akroinon blev i 739 e. Kr. udkæmpet ved Akroinon (også kendt som Acroinon eller Acroinum) nær Afyon) i det vestlige Anatolien mellem de østromerske styrker ledet af kejser Leo III af Isauria og kronprins Konstantin (V) – og en ummayyadisk arabisk invasionshær under kaliffen Hisham ibn Abd al-Malik og hans broder Sulayman. Den østromerske sejr blev total og førte til fordrivelsen af arabiske styrker fra Anatolien og stillede det Østromerske kejserdømme i en fordelagtig position til at udnytte det ummayyadisk sammenbrud ved slaget ved Zab i 750.
Slaget ved Akroinon er detaljeret beskrevet i munken Theophanes Homologetes krøniker fra omkring 810.